# Gentiana sino-ornata
Gentiana sino-ornata är en gentianaväxtart som beskrevs av I. B. Balf.. Gentiana sino-ornata ingår i släktet gentianor, och familjen gentianaväxter. Utöver nominatformen finns också underarten G. s. gloriosa.